# ㅔ

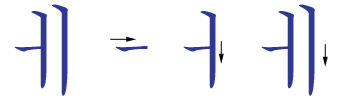
筆順

ㅔは、ハングルを構成する母音字母のひとつ。呼称はエ（에）またはオイ（어이）。字母ㅓとㅣを組み合わせて作った合成字母である。始めから終わりまで音色の変わらない単母音を表す。

## 音声
音素は/e/で表される。舌を下歯に当てたまま少し口を開いて発音される非円唇前舌半狭母音[e]を表す。現代では/ㅐ/[ɛ]と区別されなくなっている。そのため、区別する必要がある場合、形からして/ㅓㅣ/[ʌi]と読むことがある（개(犬の意、[kɛ])と게(蟹の意、[ke])を発音から区別できない場合など）。
また、これにより二人称を表す代名詞/네/は一人称代名詞の/내/と同音になってしまうため、/네가/は口語で特例として/니가/と発音する。

## 沿革
現在では単母音を表す字母であるが、中期朝鮮語では[ɘi̯]のような下降二重母音であったと推測されている。これが単母音化されたのは18世紀末頃といわれている。
陰母音であるㅓに中性のㅣが組み合わされた字母なのでやはり陰母音である。

## ラテン文字転写
文化観光部2000年式、マッキューン＝ライシャワー式ともにeと表記される。ただしマッキューン＝ライシャワー式の場合、a, oの後ではëと表記される（ㅐ、ㅚとの区別をつけるため）。

## 文字コード
| 名称               | 種類   | コード | HTML実体参照コード | 表示 |
| HANGUL LETTER E    | 単体   | U+3154 | &#12628;           | ㅔ   |
| HANGUL JUNGSEONG E | 中声用 | U+1166 | &#4454;            | ᅦ     |